# Stefan Vogler
Stefan Vogler (* 13. August 1990 in Sigmaringen) ist ein ehemaliger deutscher Fußballspieler.

## Karriere
Der gebürtige Schwabe lernte das Fußballspielen in seiner Heimat bis zur C2-Jugend beim FV Veringenstadt und dann beim SC Pfullendorf, bevor er 2007 als A-Jugendlicher zum SC Freiburg ging. Von 2008 bis 2010 besuchte er die Max Weber-Schule in Freiburg. 2009 gewann er mit dem Team unter Trainer Christian Streich den DFB-Junioren-Vereinspokal 2008/09 durch einen Finalerfolg gegen Borussia Dortmund. Nach diesem Erfolg schloss er sich dem Bahlinger SC in der Oberliga Baden-Württemberg an. Dort wurde er in seiner ersten Saison mit 22 Toren in 33 Saisonspielen Torschützenkönig.
Der Zweitligist SpVgg Greuther Fürth sicherte sich daraufhin die Dienste von Vogler und schloss einen Dreijahresvertrag mit dem 19-Jährigen ab. Zunächst spielte er in der Regionalligamannschaft der Franken und erzielte dort in seinen ersten acht Partien sechs Tore, bevor er mit einer Sprunggelenksverletzung die Hinrunde vorzeitig beenden musste. In der Rückrunde stand er dann bereits auch im Kader der ersten Mannschaft und kam am 4. März 2011 zu seinem ersten Zweitligaeinsatz sowie danach noch zu zwei weiteren Einwechslungen bei den Profis. Im August 2011 wurde Vogler mit einer Laufzeit bis zum 30. Juni 2012 an den Drittligisten Kickers Offenbach verliehen. Nach Saisonende verlängerten beide Vereine die Ausleihe um ein weiteres Jahr. Nachdem er auch in diesem als Stammkraft zum Einsatz gekommen war, absolvierte er 2013/14 noch 13 Ligaspiele für die zweite Mannschaft von Greuther Fürth, musste jedoch aufgrund einer Knieoperation knapp vier Monate pausieren. Bereits davor hatte er mehrfach Probleme mit den Knien und fiel bereits in der Saison davor aufgrund einer Knieprellung kurzzeitig vom Spielbetrieb aus.
Danach folgte ein Wechsel zum SC Pfullendorf in die Oberliga Baden-Württemberg, wo er sich als höchst torgefährlich erwies und es mit 20 Toren aus 29 Einsätzen hinter Torschützenkönig Fabian Schleusener zusammen mit Hakan Kutlu auf den zweiten Platz in der Torschützenliste brachte. In Pfullendorf war er ab der Hälfte der Saison Mannschaftskapitän und steuerte neben seinen 20 Treffern auch noch zwei Assists für seine Teamkollegen bei. Im Sommer 2015 wechselte Vogler zum Ligakonkurrenten TSG Balingen, mit dem er 2018 in die Regionalliga Südwest aufstieg. Im Sommer 2019 beendete er dort seine Karriere.

## Erfolge
- DFB-Junioren-Vereinspokal: 2009
- Torschützenkönig der Oberliga Baden-Württemberg: 2009/10